# Тангарник товстодзьобий
Танга́рник товстодзьобий (Conothraupis mesoleuca) — вид горобцеподібних птахів родини саякових (Thraupidae). Ендемік Бразилії.

## Опис
Довжина птаха становить 16 см. Забарвлення самців переважно чорне, нижня частина грудей і живіт білі, на крилах білі «дзеркальця». Самиці мають переважно оливково-коричневе забарвлення, груди в них світліші, нижня частина грудей і живіт білувато-охристі, гузка чорна. Дзьоб міцний, у самців білий, у самиць тьмяно-оливковий.

## Поширення і екологія
Товстодзьобі тангарники локально поширені на заході Бразилії, в штатах Гояс, Мату-Гросу і Пара. Вони живуть у сухих тропічних лісах і галерейних лісах, поблизу води. Живляться насінням і комахами, яких ловлять у польоті.

## Збереження
Товстодзьобий тангарник довгий час був відомий лише за голотипом, зібраним у 1938 році, поки у 2003 і 2004 роках науковці не відкрили невідомі популяції птахів у Національному парку Емас. МСОП класифікує цей вид як такий, що перебуває під загрозою зникнення. За оцінками дослідників, популяція товстодзьобих тангарників становить від 250 до 1000 птахів. Їм загрожує знищення природного середовища.